# Abraham Jacob van Imbijze van Batenburg
Abraham Jacob van Imbijze van Batenburg (Breda, 1753 – Barbados, 9 oktober 1806) was een Nederlands en Brits gouverneur van Berbice en Essequibo (Guyana) in de periode 1789-1806.

## Levensloop
Abraham Jacob werd gedoopt op 17 juni 1753 in de Waals Gereformeerde Gemeente te Breda, als zoon van Johan Bernhard Imbijze van Batenburg (vóór 1723-1768) en Susanna de Wit (1723-). Hij overleed op 9 oktober 1806 te Barbados, ongeveer 53 jaar oud. 
Zijn vader was kaarttekenaar, militair-ingenieur (1743) en kapitein (1760). Zijn grootvader was waarschijnlijk Paschasius Diederick van Batenburgh.
Hij trouwde te Tilburg op 20 mei 1782 met Wilhelmina Suzanna Zurmegedé. Zij was op 21 april 1759 in Veere geboren, mogelijk als dochter van Hendrik Cornelis Zurmegede, vrijburger van Batavia, en Susanna Lints.
Zij kregen in Berbice (Guyana) samen negen kinderen: Suzanna Maria (1784-), Hendrik Christiaan (1786-), Adriana Baldwina (1788-), Jan Jacob Hendrik (1788-), Lambert Abraham (1791- Java (Nederlands Oost-Indië 1829), Catharina Cordelia (1793-), Elizabeth (1796-1864), Henriette Maria (1797-) en Hendrika Maria (1801-).
Een alternatieve schrijfwijze voor de naam is "Imbyse van Batenburg".

## Functies
Aanvankelijk voor de West-Indische Compagnie (tot 1791), later voor de Engelsen (1796) respectievelijk de Bataafse Republiek (1795-1806) was Abraham Jacob van Imbyze van Batenburg, gouverneur van
- Berbice (Guyana) (tussen 1789 en 27 maart 1802)
- Essequibo (Guyana) (tussen 22 april 1796 en 27 maart 1802)
- Berbice (tussen juni 1804 en 1806).